# 竹内玄同

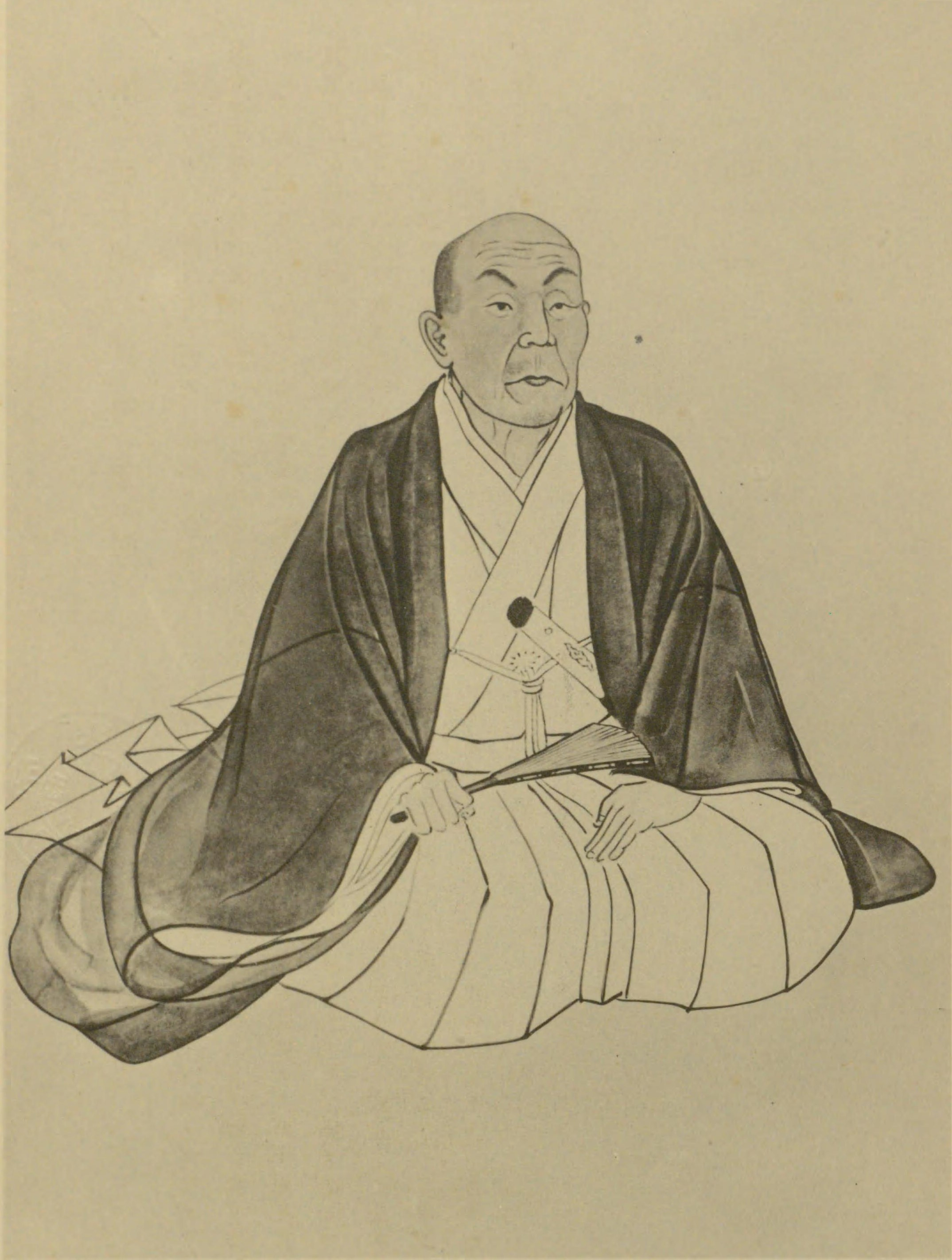
藤浪剛一『医家先哲肖像集』より竹内玄同

竹内 玄同（たけのうち げんどう、文化2年（1805年） - 明治13年（1880年）1月12日）は、幕末の蘭方医。幕府奥医師。名は幹。

## 経歴
文化2年（1805年）、加賀国大聖寺藩医、竹内玄立の二男として生まれ、越前国丸岡藩医の叔父の家を継ぐ。長崎の鳴滝塾で、シーボルトよりオランダ医学を学ぶ。安政5年（1858年）、大槻俊斎・伊東玄朴らと図り、お玉が池種痘所設立。同年7月7日、将軍徳川家定の急病に際し丸岡藩医より幕府医師に登用。同年11月23日、法眼に叙せられる。文久2年（1862年）12月16日、戸塚静海とともに法印に昇叙、渭川院と号す。将軍徳川家茂が大坂城で病んだ際、蘭方医師団の筆頭の位置にあったため辛苦著しく、ために失明したという。明治13年（1880年）没。青山梅窓院に葬る。子息、竹内正信は宮中の侍医を勤めた。
大正13年（1924年）、正五位を追贈された。